# Branding
Branding es un anglicismo empleado en comunicación y mercadotecnia que hace referencia al proceso de hacer y construir una marca (en inglés, Brand equity) mediante la administración estratégica del conjunto total de activos vinculados en forma directa o indirecta al concepto, significado, nombre y/o símbolo (expresión verbal, visual, sonora, etc.) que identifican a la marca influyendo en el valor de la marca, tanto para el cliente o consumidor como para la empresa propietaria de la marca.

## Estructura
El branding está conformado por varios elementos, y suele referirse a la suma total del valor de una empresa, considerando los activos y pasivos; tangibles e intangibles, de aspectos tales como sus productos, servicios, gente, publicidad, colocación y cultura.

## El poder de la marca
Diferenciarse es hoy cada vez más difícil, ya que los costes de los productos son similares. Por ello, la clave de los negocios está en el branding, es decir, en el poder de la marca como elemento diferenciador.
Para Tom Peters, declarado «gurú de gurúes» por The Economist y la revista Fortune, lo que constituye la diferenciación parte precisamente de los intangibles de una empresa: valor, credibilidad y singularidad de una marca. Así lo explica en el libro que publicó bajo el título El meollo del branding.
A partir de su teoría de «las tres leyes físicas del marketing» ―beneficios patentes, un motivo real para creer y una gran diferencia―, Peters demuestra que la marca es lo que nos define, y que esta es mucho más que el marketing o los logotipos. Tiene que ver con la pasión, con la historia que queramos contar, con la causa que motiva nuestra empresa. Las historias y experiencias serán más importantes en el futuro que los productos, según Peters, porque la capacidad de transmitir emoción es lo más importante en un mundo controlado por la tecnología.

## Diseño gráfico
Antes de lanzar un producto al mercado, es importante tener definido la identidad de la marca, el grupo objetivo al que se quiere llegar, la necesidad a satisfacer y el nombre comunicativo. Basándose en estas premisas, se debe tener en cuenta la necesidad de:
1. Transparencia en la comunicación: el diseño debe trasmitir claridad de lo que la marca representa.
2. Sencillez: muchos elementos gráficos pueden saturar la identidad corporativa visual.
3. Personalidad: el diseño debe ser único, relevante y de buen impacto visual.
4. Consistencia: los elementos visuales deben poseer flexibilidad de aplicación en diferentes elementos o superficies, de tal manera que nunca pierdan su esencia primaria.

## Estrategia
El branding de una marca siempre esta vinculado a una estrategia. Esto se debe a que necesita servirse de su línea gráfica, identidad y cromatismo, entre muchas otras cosas, para implementarla en distintas plataformas. Un ejemplo es la utilización del branding en las redes sociales con el objetivo de humanizar a la marca y, además, provocar una respuesta emocional en su target, logrando así una fidelización del mismo. 
Una estrategia para branding ha de tener en cuenta varios aspectos, como son: 
- Madurez de la empresa: Es decir, en qué etapa de desarrollo se encuentra la empresa. No es lo mismo crear una marca para una empresa nueva que renovar una marca que ya lleva varios años en el mercado y ya posee un cierto número de seguidores.
- Target: Esta métrica se basa en la edad, el género, los gustos y muchos otros aspectos del potencial cliente.
- Estudio de mercado: Dicho estudio busca descifrar la manera en que su target visualiza la marca, cuáles son sus puntos fuertes y en que está fallando o, simplemente, no existe en la mente del consumidor.
- Plataformas: Se plantea las principales plataformas que pueden ser utilizadas por la marca para tener el mayor impacto posible en el mercado actual.
- Tipo de promoción: En este nivel la herramienta promocional que puede utilizar una marca puede ser variada, pero siempre debe complementarse entre sí. Es decir, una marca no puede desvirtuar su identidad,[5] ya que esta es uno de los aspectos básicos a la hora de posicionarse en la mente de la franja de público hacia la que va dirigida.
- Originalidad: Definirle a tu marca algún objeto, color, o frase para que la reconozcan como tuya y poseas autonomía sobre ella.

## Elementos visuales de la marca
Son las representaciones gráficas de una empresa, que se proyectan al público a través de un símbolo o un diseño tipográfico especial. La combinación de los elementos visuales (nombre comunicativo, símbolo, alfabeto, colores y el sistema de señalización) da la apariencia global de la empresa y constituye una expresión física muy importante en los mercados en los que esta concurre.
Hoy en día se pagan grandes cantidades a los diseñadores para que creen una identidad visual fácil de recordar, pues la mayoría de los empresarios y público en general los consideran necesarios, excepto en unos pocos casos. Existen casos como el de Coca-Cola, cuyo rótulo, uno de los trabajos de diseño más exitosos del mundo, fue creado por el contable de la compañía.

### Símbolo
Es la expresión de la identidad de una compañía manifestada a través de un grafismo que la representa desde el punto de vista material. Por definición, el símbolo es un elemento material que está en lugar de otra cosa ausente, con la que no existe relación causal y a la cual representa por convención. El símbolo es el isologo.

### Denominación
Es el nombre de la empresa, que puede formarse por letras, abreviaturas, cifras, acrónimos, etc. Muchas compañías construyen su identidad visual con una tipografía especial, adicionándole el símbolo. El logotipo y el símbolo constituyen la identidad de la empresa y, entre los dos, conforman su personalidad física. Los logos deben ser simples a la vez que sean memorables y sorprendentes.

### Nombre comunicativo
Es la denominación breve por la que es reconocida una empresa, y por lo general, es diferente del nombre jurídico o razón social de la empresa. Generalmente, el nombre comunicativo se inicia con la creación del logotipo, pero, con el paso de los años, la gente tiende a olvidar la forma tipográfica del logo y lo que queda en la mente es el nombre. Un buen nombre constituye un valioso activo para una empresa. John Stuart, expresidente de Quaker decía: 

Si este negocio tuviese que dividirse, yo estaría contento si me pudiera quedar con los nombres, las marcas registradas y el fondo de comercio. Aunque otro se llevara todos los ladrillos y la maquinaria, a mí me iría mejor.

### El papel del color en la identidad visual
El color es el otro componente de la personalidad física de la empresa, que cumple una función distintiva sobre la que se articula el logotipo y el símbolo. Al decidir un color para una empresa o un producto determinado, es importante escoger el más representativo de la categoría del producto. En el color está buena parte del secreto para recordar una marca. Los colores no son iguales ante los ojos del observador. Desde esta óptica, su uso adecuado permite:
1. Mostrar el producto de manera más atractiva.
2. Atraer la atención del consumidor.
3. Dar personalidad propia al producto y diferenciarlo de la competencia.
4. Posicionar y segmentar la marca en clases socioeconómicas.

### Tipografía
Se habla de fuentes tipográficas que, una vez escogidas, operan como verdaderos elementos de identificación visual. Cualquier empresa con ambición corporativa podría diseñar su alfabeto particular, pero existen miles de familias tipográficas listas para ser usadas sin llegar a recurrir al plagio.

## Experiencia de marca
El branding no solo construye una identidad visual o verbal, sino que también se manifiesta en la experiencia de marca que el consumidor vive en cada punto de contacto con la empresa. Esta experiencia se traduce en percepciones, emociones y recuerdos asociados a la marca, influyendo directamente en la fidelidad y en la decisión de compra. Elementos como la atención al cliente, la coherencia del discurso en todos los canales, la facilidad de uso de los productos o servicios y la empatía en la comunicación, son factores clave para generar una experiencia memorable.

## Branding digital
Con la expansión de Internet y las redes sociales, el branding digital se ha convertido en un pilar fundamental. Las marcas ya no solo transmiten su identidad a través de anuncios o empaques físicos, sino que lo hacen también mediante sitios web, redes sociales, blogs, boletines electrónicos y experiencias interactivas. El branding digital requiere consistencia en los mensajes, adaptación al lenguaje de cada plataforma y capacidad de generar comunidad alrededor de valores compartidos. Hoy, la reputación en línea es tan relevante como la percepción fuera de Internet.

## Co-branding y extensiones de marca
En muchos casos, las empresas recurren al co-branding (alianza entre dos marcas) para reforzar su posicionamiento y llegar a nuevos públicos. Estas asociaciones suelen aportar credibilidad, innovación y un valor añadido para los consumidores. Por otro lado, las extensiones de marca permiten aprovechar la solidez de una identidad ya reconocida para lanzar nuevos productos o servicios bajo el mismo paraguas, facilitando la aceptación en el mercado.

## Branding emocional
Uno de los enfoques más recientes y relevantes es el branding emocional, que busca generar vínculos afectivos entre la marca y sus consumidores. Este tipo de estrategia apela a valores, aspiraciones y sentimientos compartidos, más allá de las características técnicas de los productos. Marcas como Apple, Nike o Disney han demostrado que transmitir un propósito y conectar con las emociones humanas puede ser mucho más eficaz que una estrategia racional basada en atributos funcionales.